# 沙尔蒙 (瓦兹河谷省)
沙尔蒙（法語：Charmont，法語發音：[ʃaʁmɔ̃] ⓘ）是法国法兰西岛大区瓦兹河谷省的一个市镇，属于蓬图瓦兹区。

## 地理
沙尔蒙（49°8'8.4"N, 1°47'23.9"E）面积3.83 平方千米，位于法国法蘭西島大區瓦兹河谷省，该省份为法国北部内陆省份，北起瓦兹省，西接厄尔省，南至塞纳-圣但尼省、上塞纳省和伊夫林省，东临塞纳-马恩省。
与沙尔蒙接壤的市镇（或旧市镇、城区）包括：韦克桑地区马尼、邦特吕、热南维尔、奥当、韦克桑地区莫代图尔。
沙尔蒙的时区为UTC+01:00、UTC+02:00（夏令时）。

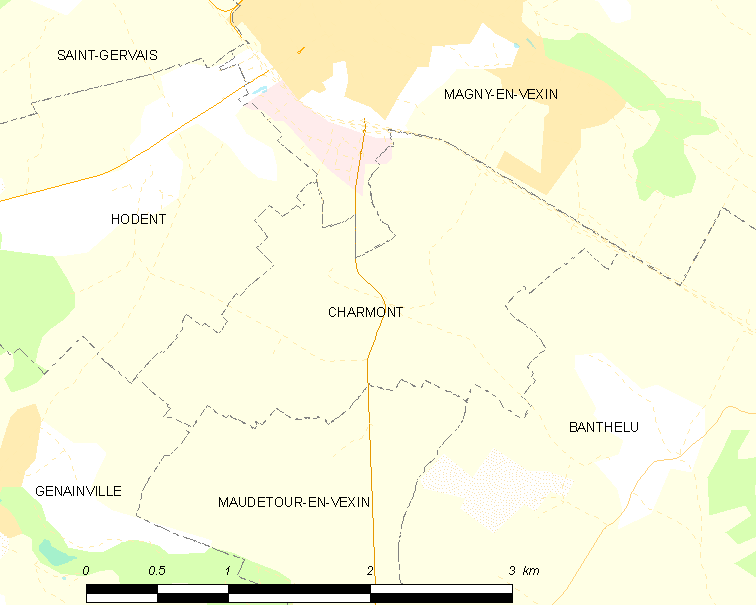
沙尔蒙的OSM定位图

## 行政
沙尔蒙的邮政编码为95420，INSEE市镇编码为95141。

## 政治
沙尔蒙所属的省级选区为沃雷阿勒县。

## 人口

1962-2008年间沙尔蒙人口变化图示

沙尔蒙于2022年1月1日时的人口数量为33人。